# Хилков, Александр Яковлевич
Князь Александр Яковлевич Хилков (1755 — 1819) — подпоручик лейб-гвардии Семеновского полка, с 1786 года подполковник. После выхода в отставку — директор Московского банка по выпуску ассигнаций. Командор Ордена святого Иоанна Иерусалимского.
Происходит из древнего княжеского рода Хилковых, родоначальником которого считается Иван Андреевич Ряполовский, по отцу Стародубский (XIV век). В гербе князей Хилковых присутствует старинная символика Стародубского княжества: старый дуб и медведь под ним. Сын князя Якова Васильевича Хилкова и Елизаветы Никитичны Зотовой.
Похоронен на Лазаревском кладбище Александро-Невской лавры.
Вотчины: деревня Санино, часть Старого Сельца (Владимирская губерния) и другие.
Женат был дважды: первым браком на Екатерине Сергеевне Кологривовой, вторым на баронессе Феодосии Ивановне Местмахер, дочери российского посла в Дрездене. Дети: От 1-го брака 3 сына и 2 дочери, от 2-го брака сын и 4 дочери. 
Двое из сыновей — Степан  (1785—1854; участник Наполеоновских войн и подавления Ноябрьского восстания) и Дмитрий (1789—1857; секретарь императрицы Марии Федоровны); дочери — Софья (1801—10.07.1802), Прасковья (1802—1843; фрейлина; замужем за графом А. И. Гендриковым), Любовь (1811—1859; фрейлина, замужем за С. Д. Безобразовым) и Анастасия (26.10.1814—01.11.1814).